# DeepC
De DeepC is een Autonomous underwater vehicle (UAV) uit Bremen waarbij de stroom voor de elektromotor wordt opgewekt door een brandstofcel op waterstof. De DeepC werd gefinancierd door het Duitse Federale Ministerie van Onderwijs en Onderzoek en het project is inmiddels beëindigd.

## Specificaties
DeepC weegt 2,4 ton en kan maximaal tot 60 uur onafhankelijk van een schip opereren tot een diepte van 4.000 meter bij een snelheid van 4-6 knopen over 400 km met een maximaal laadvermogen van 300 kg.